# Rehab (chanson d'Amy Winehouse)
Pour les articles homonymes, voir Rehab.
Pistes de Back to Black
You Know I'm No Good
Rehab est une chanson écrite et interprétée par Amy Winehouse dans son second album studio Back to Black, sorti en octobre 2006. Elle y fait part d'une dépression subie en 2005 et d'une addiction à l'alcool. Rehab est une abréviation pour centre de désintoxication (« rehabilitation centre »).
Une version a été enregistrée avec le rappeur Jay-Z en featuring.
Parmi les artistes ayant repris la chanson figurent Terra Naomi, Lucky Peterson, Girls Aloud, Paolo Nutini, The Jolly Boyset Guizmo. On peut également l'entendre au cours du premier épisode de la série télévisée Glee, interprétée par une chorale, les Vocal Adrenaline.

## Vidéoclip
Le vidéo-clip de Rehab, diffusé en septembre 2006, a été dirigé par Phil Griffin. On peut y voir Amy Winehouse entourée de ses nombreux musiciens dans différents décors : une chambre, une salle de bain, le bureau d'un médecin. À la fin du clip, toujours entourée de ses musiciens, elle est sur un lit dans la chambre d'un centre de désintoxication. Le clip a été nommé trois fois aux MTV Video Music Awards. À noter que le décor de la vidéo a été utilisé plus tard pour le cabinet de l'orthophoniste dans le film Le Discours d'un roi (2010) de Tom Hooper, ainsi qu'en 2008 pour un film pornographique homosexuel.

## Récompenses
- 2007 : Grammy Award de l'enregistrement de l'année
- 2007 : Grammy Award de la chanson de l'année
- 2007 : Grammy award de la meilleure performance féminine pop (Best Female Pop Vocal Performance)

## Succès
Au Royaume-Uni, la chanson débute en 19e position. Lorsque Back to Black fut lancé, la chanson grimpe directement en 7e position et passe dans les charts pendant 75 semaines, ce qui constitue un record. Aux États-Unis, la chanson débute en 91e position. C'est une position de moins que « You Know I'm No Good » qui avait débuté en 90e position. À la fin de juin 2007, elle passe de la 38e position à la 10e position la semaine après les MTV Video Music Awards. La semaine suivante, elle est en 9e position.
En Australie, le single débute en 60e position en novembre 2007. Il monte et descend pendant des semaines, mais en février 2008, il entre sur le top 50, en 39e position et atteint la 35e position la semaine suivante. Il passe 31 semaines sur les palmarès.
En Espagne, la chanson est n°1 pendant 3 semaines et pendant 5 semaines en Norvège. La chanson entre également dans le top 10 au Canada et en Italie.

## Charts mondiaux
| Pays                         | Meilleure Position |
| ---------------------------- | ------------------ |
| Allemagne                    | 23                 |
| Australie                    | 35                 |
| Autriche                     | 19                 |
| Brésil                       | 37                 |
| Canada                       | 10                 |
| Espagne                      | 1                  |
| Finlande                     | 15                 |
| France                       | 11                 |
| Irlande                      | 21                 |
| Italie                       | 9                  |
| Norvège                      | 1                  |
| Nouvelle-Zélande             | 12                 |
| Pays-Bas                     | 17                 |
| Royaume-Uni                  | 7                  |
| Suède                        | 51                 |
| Suisse                       | 11                 |
| États-Unis Billboard Hot 100 | 9                  |
| États-Unis Billboard Pop 100 | 10                 |
| Europe                       | 23                 |